# Antiphrisson pallens
Antiphrisson pallens är en tvåvingeart som först beskrevs av Peter Simon Pallas 1818.  Antiphrisson pallens ingår i släktet Antiphrisson och familjen rovflugor. Inga underarter finns listade i Catalogue of Life.